# Саламаха Валентина
Валенти́на Салама́ха (* 1986) — азербайджансько-українська гандболістка. Майстер спорту України.

## З життєпису
Народилась 1986 року в місті Кіровоград. Вихованка ДЮСШ «Олімп», що на базі Луганської ЗШ І-ІІІ ступенів.
Спочатку виступала за український клуб першого дивізіону «Мотор Запоріжжя». Після гри за азербайджанський клуб вищого дивізіону «АБУ Баку» в сезоні 2007/2008 голкіпером повернулася в «Мотор». Згодом перейшла в клуб «Запоріжжя ЗДІА».. Провівши два місяці в клубі у сезоні 2010/2011, переїхала до Німеччини. Тут проживала в Дюссельдорфі. Їх запросили до команди «Байєр 04 Леверкузен» для тренування. Коли Валентина продовжила візу, отримала контракт від «Леверкузена» на сезон 2011/2012.
Учасниця Кубка володарів кубків-2013.
Провела загалом чотири сезони за «Байєр 04 Леверкузен» у Бундеслізі. Влітку 2016 року перейшла до угорського клубу першого дивізіону «Шіофок». Через рік приєдналася до клубу Бундесліги «SG BBM Bietigheim». З командою виграла чемпіонат Німеччини в 2017 і 2019 роках і Кубок DHB у 2021 році. У сезоні 2016–2017 була з «Бітігхаймом» у фіналі Кубка ЄГФ, який програли російській команді «ГК Ростов-Дон». Після сезону 2020/2021 перейшла в румунський клуб першого дивізіону «CS Gloria 2018 Bistriţa-Năsăud».
Брала участь зі збірною України з пляжного гандболу на Чемпіонаті Європи. Турнір команда України завершила на восьмому місці. Після прийняття азербайджанського громадянства грала за збірну Азербайджану.
Жіночий Кубок ЄГФ -
- Фіналістка: 2017
- Півфіналістка: 2006
- Чвертьфіналістка: 2007, 2012, 2014
- 16-та фіналу: 2015, 2016
- Групи: 2019, 2020
- 3-й тур: 2009
- 2-й тур: 2011

Кубок виклику ЄГФ (жіночий турнір) —
- Чвертьфіналістка: 2005
- 1/8 фіналу: 2004, 2008